# Stockport
Stockport je město a metropolitní distrikt v regionu Severozápadní Anglie spadající pod metropolitní hrabství Velký Manchester.

## Charakteristika města
Stockport leží asi 11 km jihovýchodně od centra Manchesteru, v místě, kde se stékají řeky Goyt a Tame, jejichž soutokem vzniká řeka Mersey. Je obklopen několika menšími sídly, se kterými společně tvoří stejnojmenný metropolitní distrikt. Většina území patří historicky do hrabství Cheshire, avšak menší část severně od řeky Mersey patřila do hrabství Lancashire.
Dominantou města je Stockportský viadukt, který byl postaven v roce 1840 a přemosťuje údolí řeky Mersey.

## Historie
První písemné doklady o Stockportu se datují k roku 1170. Město nabývá na významu v 18. století, kdy dochází k výraznému rozvoji textilního průmyslu v oblasti dnešního Velkého Manchesteru. Tento rozvoj pokračoval až do začátku 20. století, poté byl však značně utlumen vypuknutím první světové války, která zapříčinila, že byla Anglie odstřižena od zámořských trhů. Propad dále prohloubila krize.
V současné době se Stockport mění na typické sídelní město, řada bývalých textilních továren je přestavována na multifunkční objekty pro bydlení, administrativu, skladování apod.

## Doprava
Samým středem města prochází dálniční okruh M60 kolem Manchesteru. Stockport leží na hlavní železniční trati mezi Manchesterem a Londýnem. Existuje také přímé vlakové spojení s Liverpoolem, Bristolem, Birminghamem a Sheffieldem. V blízkosti železniční stanice je velké autobusové nádraží, odkud se lze městskými linkami dostat do dalších částí Velkého Manchesteru.

## Sport
V městě sídlí fotbalový klub Stockport County FC, hrající své zápasy na stadionu Edgeley Park. Klub byl založen v roce 1883 a v současnosti hraje Conference North, která je šestou nejvyšší fotbalovou soutěží v Anglii.

## Partnerská města
- Beziers, město ve Francii
- Heilbronn, město v Německu

## Fotogalerie

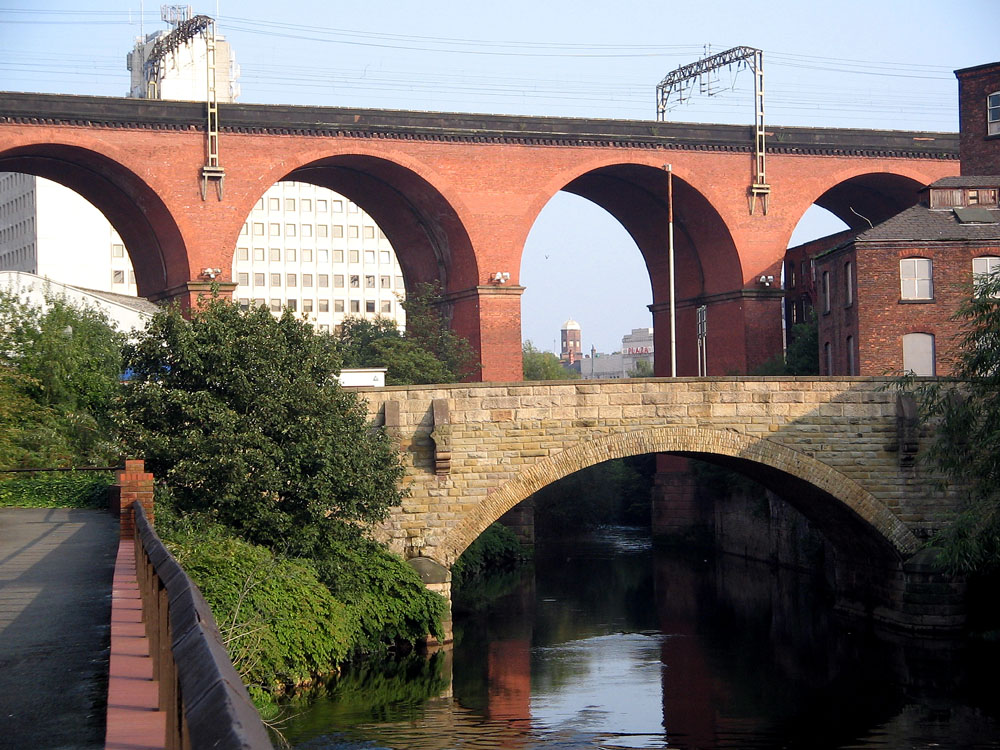
Stockportský viadukt, po němž vede hlavní železniční trať Manchester - Londýn
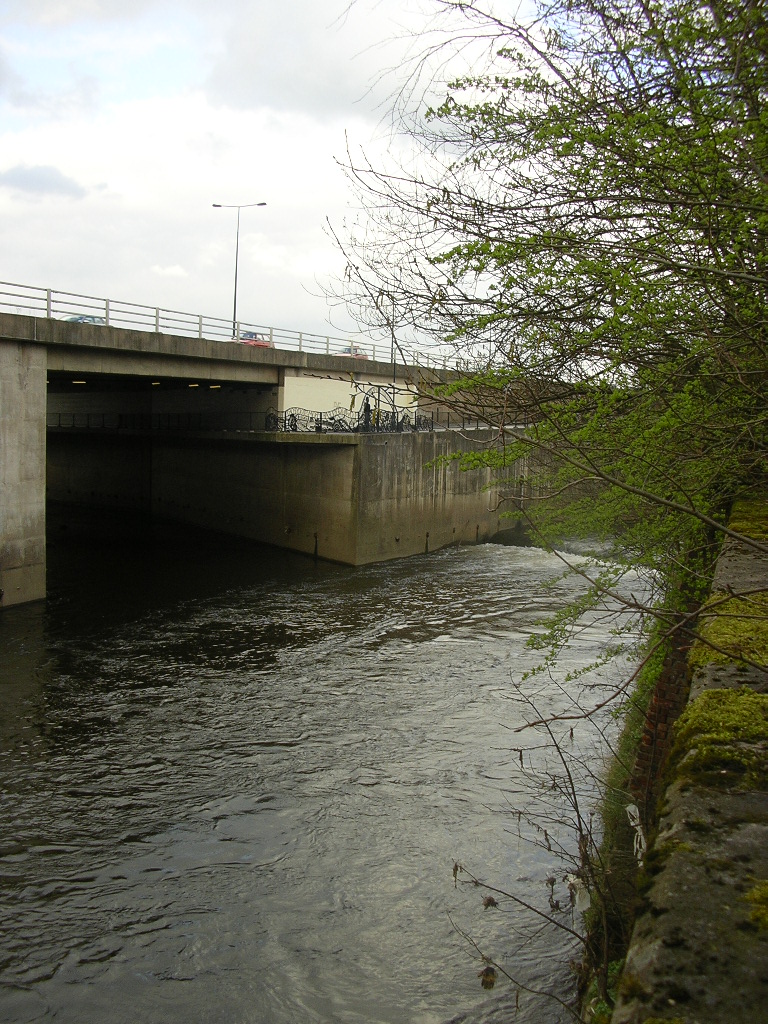
Soutok řek Goyt a Tame, která tak tvoří řeku Mersey.
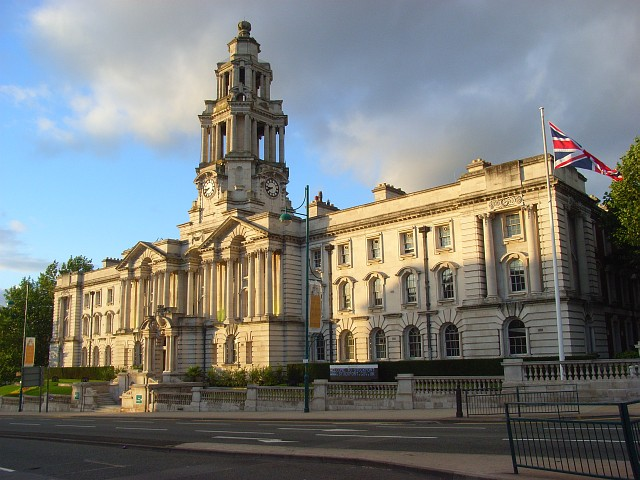
Radnice ve Stockportu
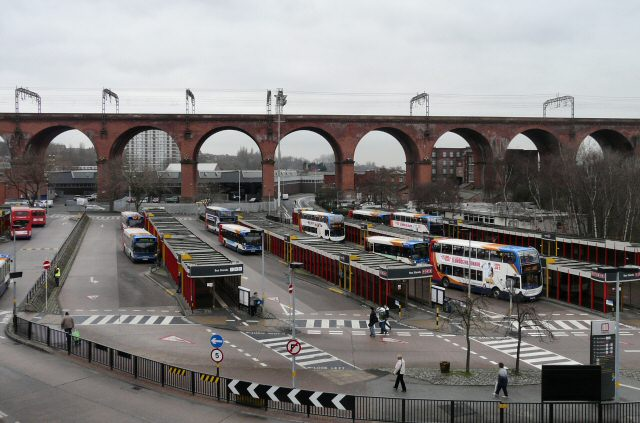
Autobusové nádraží, v pozadí Stockportský viadukt.